# 心のチカラ
「心のチカラ」（こころのチカラ）は、工藤静香通算38枚目のシングル。2005年4月27日にポニーキャニオンから発売された。

## 解説
前作「Lotus〜生まれし花〜」からわずか2ヶ月後に発売されたシングル。東映アニメ映画『映画 ふたりはプリキュア Max Heart』のエンディング・テーマソング。映画では声優としても出演した。初回生産分は『ふたりはプリキュア』描き下ろしステッカー封入。
発売時のインタビューでは、「歌手冥利に尽きる歌でした。本当に高いレベルで気に入っていますね」と語っている。また、この頃に歌が大好きだと再認識したそうで、仕事面でいえばレコーディングが"心のチカラ"であるとも語っていた。
フジテレビ昼の情報番組『F2スマイル』テーマソングであるカップリング曲の「潤んだハート」は2004年5月にシングル候補として一度レコーディングされたが、ヴォーカルの面で納得がいかず、工藤の強い要望によって発売直前に改めて再レコーディングされた（宣伝フライヤーより）。
本作は、異なるカップリング曲である五條真由美が歌う挿入歌「希望の涙 〜Tears for tomorrow〜」収録盤シングルも2005年5月25日に発売。「心のチカラ 〜MOVIE EDIT〜」というタイトルで、オリジナルより前奏が少々長い。ほか、アニメサウンドトラック盤に「心のチカラ （SHORT EDIT FOR MOVIE）」が収録。

## 収録曲

### ポニーキャニオン版
1. 心のチカラ（5:00）
作詞：前田たかひろ　作曲・編曲：h-wonder
 東映アニメ映画『ふたりはプリキュア Max heart』エンディングテーマ
2. 潤んだハート（4:57）
作詞：愛絵理　作曲：家原正樹　編曲：中野定博
フジテレビ『F2スマイル』テーマソング
3. 心のチカラ （less vocal）

### マーベラスエンターテイメント版
1. 心のチカラ〜MOVIE EDIT〜 （5:20）
2. 希望の涙〜Tears for tomorrow〜（5:47）
作詞：六ツ見純代　作曲：浅田直　編曲：加藤みちあき　歌：五條真由美
東映アニメ映画『ふたりはプリキュア Max heart』挿入歌
3. 心のチカラ〜MOVIE EDIT〜（カラオケ）
4. 希望の涙〜Tears for tomorrow〜（カラオケ）

## 収録アルバム
- 心のチカラ
  - 月影 （16th アルバム）
  - Shizuka Kudo 20th Anniversary the Best
- 潤んだハート
  - 20th Anniversary B-side collection

また、表題曲を含むマーベラスエンターテイメント版収録の2曲は「プリキュア映画主題歌コレクション」に収録されている。

## 関連人物
- 前田たかひろ
- h-wonder